# Негативні та позитивні права
Негативні та позитивні права – це права, які зобов’язують або бездіяльність (негативні права ), або дію ( позитивні права ). Ці зобов'язання можуть мати юридичний або моральний характер. Поняття позитивних і негативних прав можна також застосувати до прав на свободу.
Розглянемо приклад із двома сторонами в суді: Адріан має негативне право на х проти Клея, якщо і тільки якщо Клею заборонено діяти щодо Адріана певним чином стосовно х. І навпаки, Адріан має позитивне право на х проти Клея, якщо і тільки якщо Клей зобов'язаний діяти щодо Адріана певним чином стосовно х. Наприклад, якщо Адріан має негативне право на життя проти Клея, то Клей зобов'язаний утриматися від вбивства Адріана; тоді як якщо Адріан має позитивне право на життя проти Клея, то Клей зобов'язаний діяти так, як необхідно для збереження життя Адріана.
Негативні права можуть включати громадянські та політичні права, такі як свобода слова, життя, приватна власність, свобода від насильницьких злочинів, захист від обману, свобода віросповідання, habeas corpus, справедливий суд і право не бути поневоленим іншим .
Позитивні права, як спочатку запропонував у 1979 році чеський юрист Карел Вашак, можуть включати інші громадянські та політичні права, такі як право на адвоката та поліцейський захист особистості та власності. Крім того, вони можуть включати економічні, соціальні та культурні права, такі як їжа, житло, державна освіта, працевлаштування, національна безпека, армія, охорона здоров’я, соціальне забезпечення, доступ до Інтернету та мінімальний рівень життя . У розповіді про права людини «трьох поколінь» негативні права часто асоціюються з першим поколінням прав, тоді як позитивні права асоціюються з другим і третім поколіннями.
Деякі філософи (див. критику) не погоджуються з тим, що розрізнення негативних і позитивних прав є корисним або обґрунтованим.
Відповідно до теорії позитивних і негативних прав, негативне право — це право не піддаватися діям іншої особи чи групи, наприклад уряду, які зазвичай відбуваються у формі зловживання чи примусу . Негативні права існують, якщо хтось не діє, щоб заперечити їх. Позитивне право — це право бути підданим дії іншої особи чи групи. У рамках кантівського категоричного імперативу негативні права можуть бути пов'язані з досконалими обов'язками, тоді як позитивні права можуть бути пов'язані з недосконалими обов'язками . </link>
Віра у відмінність між позитивними та негативними правами зазвичай підтримується або підкреслюється лібертаріанцями, які вважають, що позитивні права не існують доти, доки вони не будуть створені договором. Загальна декларація прав людини Організації Об'єднаних Націй перераховує як позитивні, так і негативні права (але не ідентифікує їх як такі). Конституції більшості ліберальних демократій гарантують негативні права, але не всі включають позитивні права. Позитивні права часто гарантуються іншими законами, і більшість ліберальних демократій надають своїм громадянам фінансовану державою освіту, охорону здоров'я, соціальне забезпечення та допомогу по безробіттю.

## Коли негативні та позитивні права конфліктують
Права вважаються невід'ємними. Однак на практиці це часто сприймається як градуйований абсолютизм, оскільки права ранжуються за ступенем їхньої важливості, і порушення менш важливих прав допускається в ході запобігання порушенням більш важливих прав. Навіть якщо право не бути вбитим є невід'ємним, відповідний обов'язок інших утримуватися від вбивства, як правило, має принаймні один виняток: самооборона. Певні загальноприйняті негативні зобов'язання (такі як зобов'язання утримуватися від крадіжки, вбивства тощо) часто вважаються prima facie, що означає, що легітимність зобов'язання приймається «з першого погляду»; але навіть якщо вони не ставляться під сумнів, такі зобов'язання все одно можуть бути ранжовані для етичного аналізу. Більшість сучасних суспільств наполягають на тому, що перш ніж крадіжка може виправдати вбивство, мають бути розглянуті інші, дуже серйозні етичні питання. Зобов'язання не вбивати вважається одним з найвищих, якщо не найвищим, зобов'язанням, тому що воно є значно важливішим, ніж зобов'язання не красти. Ось чому порушення останнього не виправдовує порушення першого.
Позитивні зобов'язання накладають обов'язки. В етиці позитивні зобов'язання майже ніколи не розглядаються prima facie. Найбільший негативний обов'язок може мати лише один виняток - вищий обов'язок самозахисту. Однак навіть найбільші позитивні зобов'язання зазвичай вимагають складнішого етичного аналізу. Наприклад, можна легко етично виправдати ненадання допомоги не одній, а кільком пораненим дітям у випадку сортування після катастрофи. Це міркування привело етиків до загальної згоди в тому, що позитивні зобов'язання, як правило, поступаються негативним зобов'язанням, оскільки вони не є достовірними prima facie. Деякі критики позитивних прав неявно припускають, що оскільки позитивні зобов'язання не є достовірними prima facie, вони завжди повинні бути узгоджені за допомогою контракту.

Філософ ХІХ століття Фредерік Бастіа підсумував конфлікт між цими негативними та позитивними правами, сказавши наступне:
Одного разу пан де Ламартін написав мені: «Ваша доктрина - лише половина моєї програми; ви зупинилися на свободі; я переходжу до братерства». Я відповів йому: «Друга половина вашої програми знищить першу половину». І, власне, для мене абсолютно неможливо відокремити слово «братерство» від слова «добровільність». Для мене абсолютно неможливо уявити собі братерство як юридично примусове, без юридично знищеної свободи і юридично розтоптаної справедливості.
Ян Нарвесон показує, що аргумент про відсутність різниці між негативними і позитивними правами на тій підставі, що негативні права вимагають поліції і судів для їх забезпечення, є «помилковим». Він каже, що питання між тим, що людина має право робити, і тим, чи хтось забезпечує його дотримання, є окремими питаннями. Якщо права є лише негативними, то це означає, що ніхто не зобов'язаний забезпечувати їх дотримання, однак люди мають право використовувати будь-які ненасильницькі засоби, щоб заручитися підтримкою інших у захисті цих прав. Він каже, що «відмінність між негативними і позитивними правами є досить чіткою». Лібертаріанці вважають, що позитивні права, які включають право на захист, не існують доти, доки вони не будуть створені договором. Однак, прихильники цієї точки зору не вважають, що поліція, наприклад, не зобов'язана захищати права громадян. Оскільки вони укладають контракт зі своїми роботодавцями на захист громадян від насильства, то вони створили цей обов'язок для свого роботодавця. Негативне право на життя може дозволити людині захищати своє життя від інших осіб, які намагаються її вбити, або отримати добровільну допомогу від інших для захисту свого життя.
Інші прихильники точки зору, що існує різниця між негативними та позитивними правами, стверджують, що наявність поліції або армії не пов'язана з будь-яким позитивним правом на ці послуги, на яке претендують громадяни, а скоріше тому, що вони є природними монополіями або суспільними благами. Це риси будь-якого людського суспільства, які виникають природним чином, навіть якщо дотримуватися концепції лише негативних прав. Роберт Нозік детально обговорює цю ідею у своїй книзі «Анархія, держава та утопія».
Згідно з марксизмом-ленінізмом, Радянський Союз критикував Загальну декларацію прав людини за пріоритетність негативних прав над позитивними. 

### У медицині
У галузі медицини позитивні права пацієнтів часто суперечать негативним правам лікарів . У суперечливих сферах, таких як аборти та допомога в самогубствах, медичні працівники можуть не бажати пропонувати певні послуги з моральних чи філософських причин. Якщо достатня кількість практикуючих лікарів відмовляється від роботи з міркувань совісті, це право, надане застереженням про совість у багатьох юрисдикціях (див. Відмова від аборту з совісті та положення про совість у медицині в Сполучених Штатах ), пацієнти можуть не мати жодних засобів отримати власний позитивний результат. права виконані.  Це був випадок Джанет Мердок, жінки з Монтани, яка не могла знайти лікаря, щоб допомогти їй покінчити життя самогубством у 2009 році.  Ця суперечка щодо позитивних і негативних прав у медицині спричинила триваючі публічні дебати між консервативним етиком Уеслі Дж. Смітом і біоетиком Джейкобом М. Аппелем .  Обговорюючи Бакстер проти Монтани, Аппель написав: 
Медичні ліцензії є обмеженим товаром, що відображає штучний дефіцит, створений партнерством між Конгресом і організаціями, що представляють лікарів, - місця в медичних школах і резидентурах фактично розподіляються урядом, подібно до радіочастот. Лікарі отримують вигоду від такої схеми, оскільки менша кількість лікарів неминуче призводить до підвищення ставок відшкодування. По суті, в цій схемі немає нічого поганого. Однак вона спростовує будь-яке твердження про те, що лікарі повинні мати таке ж право обирати своїх клієнтів, як перукарі чи няні. Подібно до того, як уряд готовий накладати на радіостанції обов'язки (наприклад, кодекс непристойності, правила рівного часу), які були б неприпустимими, якби їх застосовували до газет, Монтана може обґрунтовано розглянути можливість вимагати від лікарів, в обмін на привілей медичної ліцензії, призначати ліки вмираючим, незважаючи на наміри пацієнта.
Сміт відповідає, що це «взяття на себе обов'язку вмирати і перетворення його на обов'язок вбивати», що, на його думку, «відображає глибоке нерозуміння ролі уряду».

## Критика

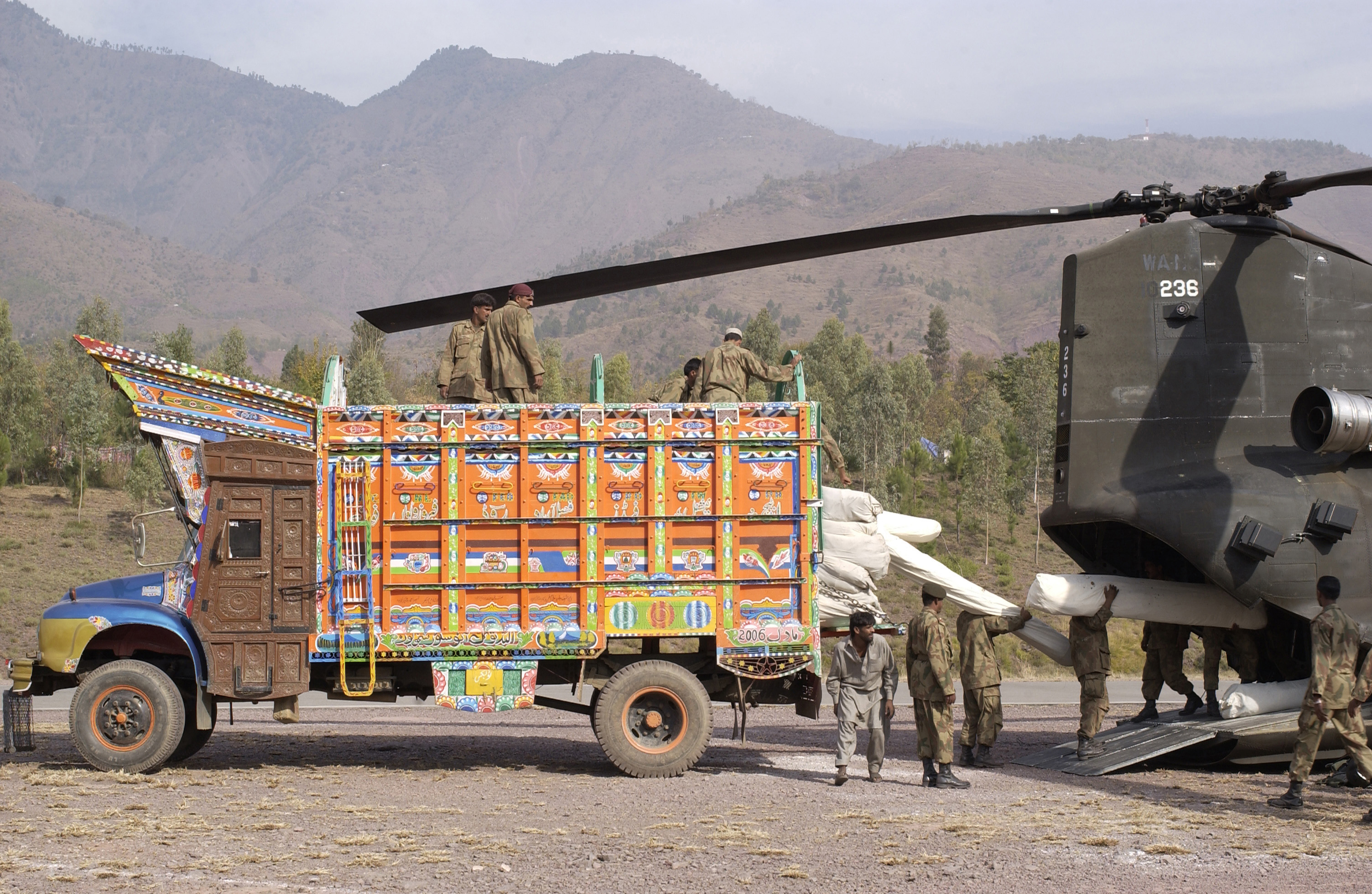
Право на достатнє харчування вимагає обов’язків уникати крадіжок, а також обов’язків діяти таким чином, щоб захистити або відремонтувати доставку припасів. Право не може гарантуватися ні лише позитивними, ні лише негативними обов'язками; воно потребує обох.

Якщо особа має позитивні права, це означає, що інші люди мають позитивні обов'язки (вчиняти певні дії); тоді як негативні права означають, що інші мають негативні обов'язки (уникати певних дій). Філософ Генрі Шу вважає, що всі права (незалежно від того, чи здаються вони більш «негативними» чи «позитивними») вимагають одночасно обох видів обов'язків. Шу каже, що дотримання права вимагатиме уникнення («негативний» обов'язок), а також захисних або репаративних дій («позитивний» обов'язок). Розмежування між «негативним» і «позитивним» може бути питанням акценту; таким чином, право не буде описуватися так, ніби воно вимагає лише одного з двох типів обов'язків.
Для Шу права завжди можна розуміти як протистояння «стандартним загрозам» проти людства. Протидія стандартним загрозам вимагає обов'язків, які можуть бути розподілені в часі (наприклад, «якщо уникнути шкідливої поведінки не вдається, почніть відшкодовувати збитки»), а також розподілені між людьми. Кожне право певною мірою провокує всі три типи поведінки (уникнення, захист, відшкодування). Наприклад, боротьба з такою загрозою, як вбивство, вимагає від одних людей уникати (наприклад, потенційний вбивця повинен зберігати спокій), від інших - захищати (наприклад, поліцейський, який повинен зупинити напад, або перехожий, який може бути зобов'язаний викликати поліцію), а від третіх - відшкодовувати (наприклад, лікар, який повинен реанімувати людину, що зазнала нападу). Він має на увазі, що навіть негативне право не бути вбитим може бути гарантоване лише за допомогою певних позитивних обов'язків. Шу також стверджує, що розрізнення негативних і позитивних прав може бути шкідливим, оскільки може призвести до нехтування необхідними обов'язками.

Джеймс П. Стерба виступає зі схожою критикою. Він вважає, що будь-яке право можна зробити позитивним або негативним залежно від мови, яка використовується для його визначення. Він пише:
What is at stake is the liberty of the poor not to be interfered with in ''taking from the surplus possessions of the rich'' [emphasis added] what is necessary to satisfy their basic needs. Needless to say, libertarians would want to deny that the poor have this liberty. But how could they justify such a denial? As this liberty of the poor has been specified, it is not a positive right to receive something, but a negative right of non-interference.
Стерба перефразував традиційне «позитивне право» на забезпечення і виклав його у формі своєрідного «негативного права», щоб ніхто не заважав людям самостійно отримувати ресурси. Всі права можуть не тільки вимагати як «позитивних», так і «негативних» обов'язків, але й права, які не передбачають примусової праці, можуть бути сформульовані позитивно або негативно за бажанням...